# L'urlo di Munch
L'urlo di Munch è il secondo singolo della cantante italiana Tecla, pubblicato il 15 gennaio 2021.

## Video musicale
Il video musicale è stato pubblicato il 14 gennaio 2021 sul canale YouTube della cantante. Il giorno successivo viene pubblicato sulla piattaforma Spotify.

## Tracce
Testi di Claudia La Bella, Ilario Pasquali e Michele Savino.
1. L'urlo di Munch – 2:48

## Classifiche
| Classifica (2021)             | Posizione massima |
| ----------------------------- | ----------------- |
| Italia (airplay indipendenti) | 6                 |